# Distaplia mikropnoa
Distaplia mikropnoa är en sjöpungsart som först beskrevs av Sluiter 1909.  Distaplia mikropnoa ingår i släktet Distaplia och familjen Holozoidae. Inga underarter finns listade i Catalogue of Life.